# یواس‌اس کارتر (دی‌ئی-۱۱۲)

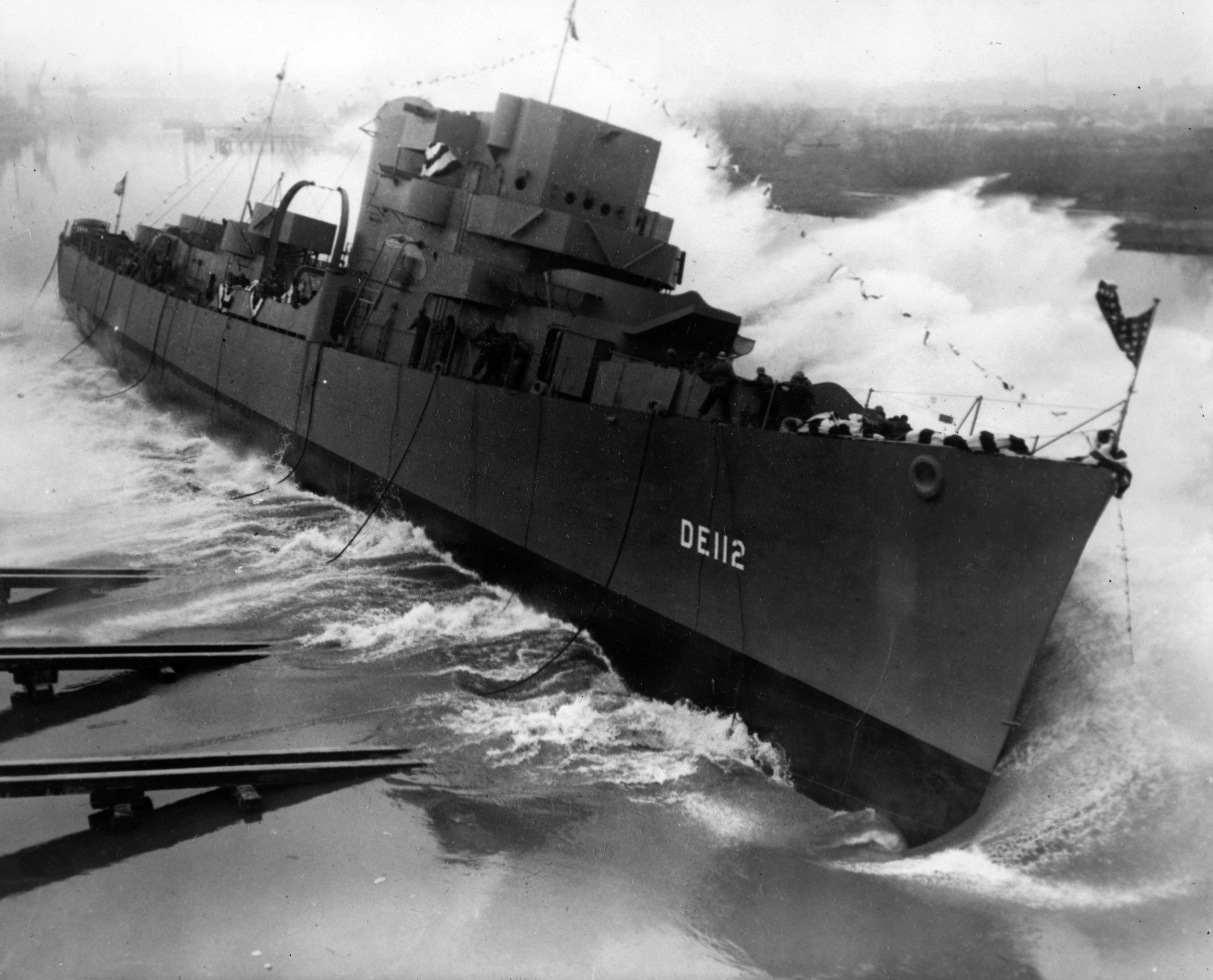
یو اس اس کارتر(دی ئی-۱۱۲)

یواس‌اس کارتر (دی‌ئی-۱۱۲) (به انگلیسی: USS Carter (DE-112)) یک کشتی بود که طول آن ۳۰۶ فوت (۹۳ متر) بود. این کشتی در سال ۱۹۴۴ ساخته شد.